# Mondo umano
Mondo umano este un film românesc din 1981 regizat de Ioan Grigorescu.

## Primire
Filmul a fost vizionat de 1.898.794 de spectatori în cinematografele din România, după cum atestă o situație a numărului de spectatori înregistrat de filmele românești de la data premierei și până la data de 31 decembrie 2014 alcătuită de Centrul Național al Cinematografiei.